# Masahiko Aoki
Masahiko Aoki (1 de abril de 1938 - 15 de julio de 2015) fue un economista japonés, profesor emérito "Tomoye y Henri Takahashi" en el Departamento de Economía de la Universidad Stanford. Asimismo, fue miembro principal del Instituto de Investigación de Política Económica y del Instituto Freeman Spogli de Estudios Internacionales en la misma universidad. Aoki es considerado un economista neo-institucional que fue conocido por ser pionero en el desarrollo del análisis institucional comparativo, y sus trabajos en la teoría de la firma, el gobierno corporativo y el desarrollo comparativo del este asiático.  

## Educación
Aoki nació en Nagoya, Prefectura de Aichi en 1938. Recibió su licenciatura y maestría en economía de la Universidad de Tokio en 1962 y 1964. En 1967, Aoki recibió su doctorado en economía de la Universidad de Minnesota, donde estudió bajo la asesoría de John Chipman y el premio Nobel Leonid Hurwicz. 

## Carrera académica
Aoki se convirtió en profesor asistente en la Universidad Stanford en 1967, profesor asociado en la Universidad de Harvard en 1968 y en la Universidad de Kioto en 1969, donde permaneció hasta su ascenso a profesor principal en 1977. En 1984, regresó a la Universidad Stanford como profesor de economía y se convirtió en Profesor Emérito de la Universidad de Kioto en 2001. Para enfocarse en la investigación y desempeñar un rol más importante en las actividades internacionales, se convirtió en profesor emérito de la Universidad Stanford en 2004. Desde 2011 se desempeñó como investigador visitante principal en el Instituto del Banco Asiático de Desarrollo en Tokio. Aoki también ocupó puestos de profesor visitante en la Universidad de Tokio, la Universidad de Keiō, la Universidad de Hitotsubashi, la Universidad de Harvard, la Escuela de Economía de Londres y el Instituto Max Planck en Colonia (Alemania).

## Carrera investigadora
La investigación de Aoki se ha publicado en las principales revistas de economía, incluidas American Economic Review, Econometrica, Quarterly Journal of Economics, Review of Economic Studies, Journal of Economic Literature, Industrial and Corporate Change, y el Journal of Economic Behavior and Organizations.
Asimismo, Aoki fue el editor fundador del Journal of the Japanese and International Economies.
Además de ser autor de cinco libros, Aoki participó activamente en la organización de proyectos de investigación internacionales sobre diversos temas institucionales y ha editado más de diez libros para instituciones como el Banco Mundial y la Asociación Económica Internacional, a los que contribuyeron más de 200 académicos de más de 20 países.
Aoki fue Presidente de la Asociación Económica Japonesa de 1995 a 1996, y Presidente de la Asociación Económica Internacional de 2008 a 2011. También fue miembro de la Econometric Society.
Aoki se desempeñó como Presidente del Instituto de Investigación de Economía, Comercio e Industria del Gobierno japonés (RIETI), donde enfatizó la necesidad de un enfoque transdisciplinario para la investigación de políticas públicas.

## Principales contribuciones
Las principales contribuciones académicas de Aoki a la economía y las ciencias sociales en general fueron en los campos del análisis institucional comparativo, la teoría de la firma y el gobierno corporativo. 

### Análisis institucional comparativo
La investigación de Aoki lo convirtió en pionero y líder en análisis institucional comparativo.
Junto con Paul Milgrom, Avner Greif, Yingyi Qian y Marcel Fafchamp, creó el campo institucional comparativo en el Departamento de Economía de Stanford a principios de la década de 1990. Conceptualizaron las instituciones como fenómenos de equilibrio en los juegos sociales en lugar de algo dado de manera exógena por factores como la ley, la política y la cultura. Desde esta perspectiva, sentó las bases analíticas para los conceptos básicos en el análisis institucional, como las complementariedades institucionales, la inclusión social (juegos vinculados) y las representaciones públicas que median las características sobresalientes del estado de juego y las creencias individuales, y las aplicó al análisis comparativo entre países y regiones. Aoki fue el primero en aplicar directamente el análisis institucional a Japón, argumentando a fines de la década de 1980 que instituciones como la vida de empleo, el principal sistema bancario, las relaciones con proveedores a largo plazo y el gobierno como mediador de un grupo de interés se complementaban mutuamente, como equilibrios de teoría de juegos en el contexto de la evolución institucional de Japón.
En su trabajo Hacia un Análisis Institucional Comparativo (Aoki, 2001), desarrolló una aproximación de teoría de juego analítica para estudios comparativos de instituciones. Utilizó ese marco para analizar cómo las instituciones evolucionan, por qué las estructuras institucionales son diversas a través de las economías, y qué factores conducirían los cambios o la rigidez institucionales.

### Teoría de la firma
The Cooperative Game Theory of the Firm (Aoki, 1984) fue un primer intento de sintetizar y unificar varias teorías de la empresa, como las visiones neoclásicas, de trabajadores controlados y de partes interesadas, como casos especiales de gobierno corporativo con diversos pesos de poder de negociación atribuidos a los miembros de la empresa. Los intereses de Aoki luego se trasladaron a comparaciones de varias estructuras de información interna de la empresa (jerárquica, horizontal y modular), y sus aplicaciones a variedades internacionales de empresas corporativas a lo largo de sistemas angloamericanos, japoneses, alemanes, de Silicon Valley y chinos, así como a una evaluación comparativa de desastres de energía nuclear (Three Mile Island, Chernobyl y Fukushima). Estos dos puntos de vista sobre las empresas corporativas: un enfoque de teoría de juego para el gobierno corporativo y un enfoque sistémico de la información para la estructura interna de las empresas corporativas se sintetizan en la serie Clarendon Lectures in Management Studies publicado conjuntamente por Oxford University Press y la Saïd Business School, Corporations in Evolving Diversity: Cognition, Governance, and Institutions (Aoki, 2010). Basándose en un reciente desarrollo de una potencial teoría del juego, también demostró que las condiciones necesarias y suficientes para que las partes interesadas corporativas con diferentes funciones de pago se comporten como si tuvieran un objetivo común es que compartan un valor distributivo común (técnicamente representado como el valor de Shapley). Esta idea coloca a la teoría económica de la firma en un marco más amplio de análisis institucional.

## Fallecimiento
Masahiko Aoki, quien había sido promocionado como candidato principal para el Premio Nobel de economía, murió el miércoles 15 de julio de 2015 de neumonía en un hospital de Palo Alto, California, a la edad de 77 años. El 4 de diciembre de 2015 el Programa Japón del Centro de Investigación Asia-Pacífico Shorenstein (APARC) con el Freeman Spogli Institute of International Studies (FSI), así como la Stanford Graduate School of Business, el Stanford Institute for Economic Policy Research (SIEPR) y el Departamento de Economía de la Universidad Stanford desarrollaron una conferencia conmemorativa celebrando su vida y su trabajo en la Universidad Stanford, que incluyó los discursos de Kenneth Arrow, Paul Milgrom, Herbert Gintis, Dale W. Jorgenson, Francis Fukuyama, Koichi Hamada, Miguel García-Cestona, entre otros.

## Premios y honores
- 1971, Premio Nikkei en economía por el libro "The Economic Theory of the Organizations and the Planning"
- 1981, Miembro de la Sociedad Econométrica
- 1985, Premio Santori en Ciencias Políticas y Economía por el libro "The Cooperative Game Theory of the Firm"
- 1990, Premio de la Academia de Japón
- 1990, Premio Memorial Hiromi Arisawa al Mejor Libro en Asia (The Association of American University Presses)
- 1993, Miembro extranjero, Real Academia Sueca de Ciencias de la Ingeniería (Economía)
- 1995–96, Presidente de la Asociación Económica Japonesa
- 1996, Profesor visitante honorario de la Universidad Popular de China
- 1997, Miembro visitante distinguido de LSE
- 1998, Premio Schumpeter (Sociedad Internacional Joseph A. Schumpeter)
- 1999, Conferencia Walras-Pareto, Universidad de Lausana
- 2003, Profesor Invitado Honorario, Universidad de Tsinghua (Beijing)
- 2008, Clases Clarendon en Estudios Gerenciales, Oxford University
- 2008–2011, Presidente de la Asociación Económica Internacional

## Trabajos seleccionados
1. The Cooperative Game Theory of the Firm (Oxford University Press, 1984, trad. japonés 1984);
2. Análisis económico de la firma japonesa (ed. ), (Holanda del Norte, 1984);
3. Información, incentivos y negociación en la economía japonesa (Cambridge, 1988, trad. español 1990, francés 1991, italiano 1991, japonés 1991, chino 1994, ruso 1995);
4. The Japanese Firm: It's Competitive Sources, (coeditado con R Dore), (Oxford University Press, 1994, trad. japonés);
5. El sistema del banco principal japonés y su relevancia para las economías en desarrollo y transformación, (coeditado con H Patrick), (Oxford University Press, 1994, trad. japonés y chino);
6. Gobierno corporativo en economías en transición: control interno y roles de los bancos, (ed. ) (Banco Mundial, 1994, trad. chino, vietnamita y ruso);
7. Información, gobierno corporativo y diversidad institucional: Japón, EE. UU. y economías en transición en perspectiva comparada (Oxford 2000, original japonés 1995);
8. El rol del gobierno en el desarrollo económico de Asia oriental: análisis institucional comparativo, (coeditado con H Kim y M Okuno-Fujiwara), (Oxford University Press, 1997, trad. chino y japonés);
9. Comunidades y mercados en el desarrollo económico, (coeditado con Y Hayami), (Oxford University Press, 2001);
10. Hacia un análisis institucional comparativo (MIT Press, 2001. trad. japonés 2001, chino 20001, francés 2002).
11. Gobierno corporativo en Japón, con Gregory Jackson y Hideaki Miyajima (Oxford University Press, 2008).
12. Corporaciones en la diversidad en evolución (Oxford University Press, 2010).
13. La economía china: una nueva transición, con Jinglian Wu (Pallgrave Macmillan 2012).
14. Complejidad e instituciones: mercados, normas y corporaciones, con Kenneth Binmore, Simon Deakin y Herbert Gintis (Pallgrave Macmillan 2012).
15. Instituciones y desarrollo económico comparativo, con Timur Kuran y Gérard Roland (Pallgrave Macmillan 2012).
16. The Global Macro Economy and Finance, con Franklin Allen, Nobuhiro Kiyotaki y Roger Gordon (Pallgrave Macmillan 2012).